# Chura
Chura (hebr. חורה; arab. حورة) – samorząd lokalny położony w Dystrykcie Południowym, w Izraelu. Leży w północnej części pustyni Negew, w odległości 13 km na północny wschód od Beer Szewy.

## Historia
Osada powstała w 1989 w ramach rządowego projektu rozwoju społecznosci beduińskich na Negewie. W 1996 otrzymała status samorządu lokalnego.

## Demografia
Zgodnie z danymi Izraelskiego Centrum Danych Statystycznych w 2006 roku w mieście żyło 10,0 tys. mieszkańców, wszyscy Beduini.
Populacja miasta pod względem wieku:
| Wiek (w latach) | Procent populacji w % |
| --------------- | --------------------- |
| 0-4             | 20,6%                 |
| 5-9             | 17,3%                 |
| 10-14           | 13,1%                 |
| 15-19           | 10,1%                 |
| 20-29           | 16,5%                 |
| 30-44           | 14,0%                 |
| 45-59           | 5,3%                  |
| ponad 60        | 3,1%                  |

Źródło danych: Central Bureau of Statistics.

## Komunikacja
Przy miasteczku przebiega droga ekspresowa nr 31  (Eszel ha-Nasi-Newe Zohar).